# Data Design Interactive
Pour les articles homonymes, voir DDI.
Data Design Interactive (DDI) est une ancienne société de jeux vidéo à petit budget, fondée en 1983 à Halesowen, au Royaume-Uni. Elle était à l’origine connue sous le nom de Data Design Systems avant d’être acquise par Green Solutions en 1990 et renommée en 1999. 
Elle est rachetée par Stewart Green’s Green Solutions en mai 1990 et constituée en société anonyme le 2 août 1999. L’ouverture d'un bureau Data Design Interactive LLC à Sarasota, en Floride, aux États-Unis, est annoncée le 23 mai 2008. En raison de son insolvabilité, le bureau d’origine au Royaume-Uni cesse ses activités en 2009 et la société cesse ses activités le 24 août 2012.

## Histoire

### Débuts et succès
Après la sortie de Conquest Earth en 1997, la nouvelle société Lego Media International approche Data Design Interactive pour travailler sur les jeux vidéo Lego Chess et Lego Rock Raiders. Pour Lego Chess, l’équipe artistique de la société anime des séquences FMV pour l’ouverture du jeu, et pour l’ouverture et la clôture de chaque match de l’histoire, basées sur des scripts du producteur Dave Upchurch ; Krisalis Software qui a travaillé sur le jeu.
Pour Lego Rock Raiders, le directeur artistique Robert Dorney crée sa société sœur Artworld UK pour gérer à la fois les séquences FMV pré-rendues et les modèles et animations du jeu. Douze artistes ont travaillé sur Lego Rock Raiders, utilisant LightWave 3D de NewTek pour créer des modèles et des animations, et Adobe Photoshop et Kai Power Tools pour créer des textures fidèles à l’apparence des vraies briques LEGO. Des plugins propriétaires pour LightWave et une base de données de couleurs officielles de Lego Rock Raiders sont utilisés pour colorier des briques modélisées individuellement, qui ont ensuite été assemblées en scènes. Les modèles assemblés ont ensuite été déclassés en qualité pour une utilisation dans le jeu,.
Artworld est constituée le 8 mars 2000 en société anonyme sous le nom de The Artworld Design Group UK Ltd, et devient plus tard connu sous le nom d’Artworld Studios. Artworld a ensuite créé des animations FMV pour LEGO Racers, Legoland, Lego Alpha Team, Lego Creator: Knights' Kingdom, Lego Creator: Harry Potter, Lego Racers 2 et Creator: Harry Potter and the Chamber of Secrets.
Artworld continue également à travailler avec Lego pour créer des animations pour des publicités, des rendus pour le magazine Lego Adventures!, des vidéos pour les attractions de Legoland Resort telles que Rocket Racers, une vidéo Lego Jack Stone et des designs pour certains ensembles Lego. Réunion de l’équipe de conception des données, Data Design Interactive a travaillé en étroite collaboration avec le bureau Lego Futura de Billund, au Danemark, pour concevoir des ensembles Lego.
Data Design Interactive travaille parallèlement au développement de Rock Raiders, ce qui en fait le premier jeu vidéo Lego qui n’est pas basé sur des thèmes déjà existants ou des concepts complètement originaux. La conception des décors a pris huit mois.

### Dernières années
Le 9 avril 2001, la société originale d’Artworld a été déposée comme ayant été dormante jusqu’à l’exercice financier se terminant le 31 mars 2001. Il est resté inactif jusqu’à ce que son nom soit changé en My Personal Trainer Ltd le 22 mars 2011. Une nouvelle société Artworld, Artworld Studios Ltd, est incorporée le 27 mars 2002, mais est classé comme ayant été inactif jusqu’à l’exercice se terminant le 31 mars 2003 et depuis cette date. Les deux sociétés ont été dissoutes le 3 avril 2012.
L’ouverture d'un bureau Data Design Interactive LLC à Sarasota, en Floride, aux États-Unis, est annoncée le 23 mai 2008,.
Big Future Ltd est constituée le 28 juillet 2003 ; Eamonn Paul Barr, chef de projet pour Lego Rock Raiders, a été nommé secrétaire jusqu’à Noël 2014. À un moment donné, avant 2014, le bureau des États-Unis déménage à Osprey, en Floride.

« Nous attendons avec impatience l’avenir, il s’annonce très brillant ! »

— Stewart Green, chef de la direction, vers 2014.

## Liste des jeux
| Titre                                      | Année de sortie | Plateformes                            |
| ------------------------------------------ | --------------- | -------------------------------------- |
| Action Gilz Racing                         | 2005            | PC, PlayStation 2                      |
| Aliens                                     | 1986            | ZX Spectrum                            |
| An American Tail                           | 2007            | PlayStation 2                          |
| Anubis II                                  | 2006            | PC, PlayStation 2, Wii                 |
| Austin Mini Racing                         | 2006            | PC, PlayStation 2                      |
| Battle Rage: The Robot Wars                | 2008            | Wii                                    |
| Billy The Wizard: Rocket Broomstick Racing | 2006            | PC, PlayStation 2, Wii                 |
| Bomber                                     | 1986            | ZX Spectrum                            |
| Casper et les 3 fantômes                   | 2006            | PlayStation 2                          |
| Cavern D'OR                                | 1986            | ZX Spectrum                            |
| City Soccer Challenge                      | 2005            | PC, PlayStation 2, Wii                 |
| Classic British Motor Racing               | 2006            | PC, PlayStation 2, Wii                 |
| Conquest Earth: First Encounter            | 1997            | PC                                     |
| Crazy Mini Golf                            | 2008            | Wii                                    |
| Crazy Mini Golf 2                          | 2009            | Nintendo Switch, 2019, Wii             |
| Earache Extreme Metal Racing               | 2006            | PC, PlayStation 2, Wii                 |
| Gubble Buggy Racer                         | 2000            | PC                                     |
| Habitrail Hamster Ball                     | 2004            | PC, PlayStation 2                      |
| Hamster Heroes                             | 2006            | PC, PlayStation 2, Wii                 |
| Invadas                                    | 1986            | ZX Spectrum                            |
| Junior League Sports                       | 2010            | Nintendo Switch, 2019, Wii             |
| Kawasaki Jet Ski                           | 2007            | PC, PlayStation 2, Wii                 |
| Kawasaki Quad Bikes                        | 2007            | PC, PlayStation 2, Wii                 |
| Kawasaki Snowmobiles                       | 2007            | PC, PlayStation 2, Wii                 |
| Kidz Sports Basketball                     | 2004            | PC, PlayStation 2, Wii                 |
| Kidz Sports Ice Hockey                     | 2004            | PC, PlayStation 2, Wii                 |
| Lego Rock Raiders                          | 2000            | PlayStation 2                          |
| Living World Racing                        | 2005            | PC, PlayStation 2                      |
| London Taxi: Rush Hour                     | 2006            | PC, PlayStation 2, Wii                 |
| Luna Rover                                 | 1985            | ZX Spectrum                            |
| Mini Desktop Racing                        | 2005            | PC, PlayStation 2, Wii                 |
| Monster Trux Extreme: Arena Edition        | 2005            | PC, PlayStation 2, Wii                 |
| Monster Trux Extreme: Offroad Edition      | 2005            | PC, PlayStation 2, Wii                 |
| My Personal Golf Trainer                   | 2010            | Wii                                    |
| Myth Makers: Orbs of Doom                  | 2004            | PC, PlayStation 2, Wii                 |
| Myth Makers: Super Kart GP                 | 2004            | PC, PlayStation 2, Wii                 |
| Myth Makers: Trixie in Toyland             | 2005            | PC, PlayStation 2, Wii                 |
| Nickelodeon Party Blast                    | 2002            | GameCube, PC, Xbox                     |
| Ninjabread Man                             | 2005            | PC, PlayStation 2, Wii                 |
| Offroad Extreme! Special Edition           | 2006            | PC, PlayStation 2, Wii                 |
| Farmyard Party                             | 2009            | Wii                                    |
| Rig Racer 2                                | 2006            | PC, PlayStation 2, Wii                 |
| Rise of the Robots                         | 1994            | Game Gear, Sega Mega Drive, SNES       |
| Rock 'N' Roll Adventures                   | 2007            | PC, PlayStation 2, Wii                 |
| Simeon                                     | 1986            | ZX Spectrum                            |
| Space Fright                               | 1986            | ZX Spectrum                            |
| Tonka Monster Trucks                       | 2001            | PC                                     |
| Tonka Space Station                        | 2000            | PC, PlayStation                        |
| Urban Extreme                              | 2006            | PC, PlayStation 2, Wii                 |
| Wheel of Fortune                           | 1990            | Game Boy                               |
| Zombie Island                              | 1986            | ZX Spectrum                            |
| Annals of Rome                             | 1986            | ZX Spectrum                            |
| DNA Warrior                                | 1989            | ZX Spectrum                            |
| Invasion Force                             | 1990            | ZX Spectrum                            |
| James Pond 2: Codename: RoboCod            | 1992            | Game Boy, Commodore 64                 |
| Jeopardy!                                  | 1991            | Game Boy                               |
| Jeopardy! Platinum Edition                 | 1996            | Game Boy                               |
| Jeopardy! Sports Edition                   | 1994            | Game Boy                               |
| Jeopardy! Teen Tournament                  | 1996            | Game Boy                               |
| LEGO Chess                                 | 1998            | PC                                     |
| Lego Rock Raiders                          | 1999            | PC                                     |
| Loopz                                      | 1990            | Amstrad CPC, ZX Spectrum               |
| Xenon 2: Megablast                         | 1991            | Sega Master System                     |
| Pegasus Bridge                             | 1988            | ZX Spectrum                            |
| Pinkie                                     | 1994            | Amiga, SNES                            |
| Pogotron                                   | 1989            | ZX Spectrum                            |
| Super League                               | 1983            | ZX Spectrum                            |
| Tobruk                                     | 1987            | Amstrad CPC, Commodore 64, ZX Spectrum |
| Waterworld                                 | Jamais publié   | Sega Mega Drive                        |
| X-It                                       | 1994            | Amiga, PC                              |